# Mangareva
Mangareva – największa wyspa grupy Wysp Gambiera na Oceanie Spokojnym, w Polinezji Francuskiej.
Zamieszkana przez Polinezyjczyków w liczbie 1384 stałych mieszkańców (2017), jej powierzchnia to 15,4 km². Administracyjnym ośrodkiem wyspy jest miejscowość Rikitea.
Najwyższym punktem wyspy jest wzniesienie Mt. Duff o wysokości 441 m n.p.m. Mangareva nie posiada naturalnych rezerwuarów wody słodkiej – jedynym źródłem uzyskiwania wody pitnej są zbiorniki przechwytujące deszczówkę.